# Landesregierung Weißgatterer I
Die Weißgatterer I bildete die erste gewählte Tiroler Landesregierung nach dem Zweiten Weltkrieg während der I. Gesetzgebungsperiode. Die Landesregierung unter Landeshauptmann Alfons Weißgatterer wurde am 11. Dezember 1945 gewählt und amtierte bis zum 25. Oktober 1949.
Die Österreichische Volkspartei (ÖVP) hatte bei der Landtagswahl 1945 mit 69,8 % eine Zweidrittelmehrheit erreicht. Dadurch erwarb sie den Anspruch auf sechs der insgesamt acht Regierungssitze, wobei die ÖVP den Landeshauptmann, einen Landeshauptmann-Stellvertreter und vier Landesräte stellte. Auch die Sozialdemokratische Partei Österreichs (SPÖ) war auf Grund des Proporzsystems mit einem Landeshauptmann-Stellvertreter und einem Landesrat vertreten.

## Regierungsmitglieder
| Amt                                                     | Name                | Partei | Geschäftsfelder |
| ------------------------------------------------------- | ------------------- | ------ | --------------- |
| Landeshauptmann                                         | Alfons Weißgatterer | ÖVP    |                 |
| Landeshauptmann-Stellvertreter                          | Hans Gamper         | ÖVP    |                 |
| Landeshauptmann-Stellvertreter                          | Franz Hüttenberger  | SPÖ    |                 |
| Landesrat                                               | Alois Lugger        | ÖVP    |                 |
| Landesrat ab 1. Juni 1948                               | Josef Anton Mayr    | ÖVP    |                 |
| Landesrat                                               | Josef Muigg         | ÖVP    |                 |
| Landesrat                                               | Josef Ortner        | ÖVP    |                 |
| Landesrat                                               | Alois Heinz         | SPÖ    |                 |
| Vorzeitig ausgeschiedene Mitglieder der Landesregierung |                     |        |                 |
| Landesrat bis 5. Februar 1947                           | Albin Oberhofer     | ÖVP    |                 |
| Landesrat von 5. Februar 1947 bis zum 1. Juni 1948      | Johann Obermoser    | ÖVP    |                 |